# آدم كيمب
آدم كيمب (بالإنجليزية: Adam Kemp)‏ مواليد 20 ديسمبر 1990 في شيريل، هو لاعب كرة سلة أمريكي. بدأ مسيرته الاحترافية في سنة 2014. يلعب مع سبيرو شارلوروا في الدوري البلجيكي لكرة السلة الدرجة الأولى. يحمل الرقم 20. يبلغ طوله 6 قدم 10 بوصة (2.1 م).

## روابط خارجية
- آدم كيمب على موقع كرة السلة الأوروبية.كوم (الإنجليزية)
- آدم كيمب على موقع كلية كرة السلة في سبورتس رفرنس.كوم (الإنجليزية)
- آدم كيمب على موقع ريلجم (الإنجليزية)
- آدم كيمب على موقع بروبوليرز (الإنجليزية)
- آدم كيمب على موقع سبورتس رفرنس (الإنجليزية)